# Classe 66/9
La série Classe 66/9 est une sous-série de locomotives diesel de la Classe 66 de type Co-Co comprenant deux locomotives, n° 66951 et 66952 mise en service en 2004 au Royaume-Uni.

## Caractéristiques
La série 66/9 a été mise au point par EMD (groupe General Motors) pour satisfaire les exigences de la nouvelle réglementation européennes sur les émissions polluantes.
Plusieurs différences distinguent cette série 66/9 des sous-classes qui l'ont précédée : 66/0, 66/4, 66/5, 66/6, 66/7. Elles ont des réservoirs de carburant plus petits, ce qui restreint leur rayon d'action. Il y a une porte supplémentaire sur un côté de la caisse et une disposition différente des grilles. Les deux machines sont exploitées par Freightliner Heavy Haul, filiale de Freightliner dont elles portent la livrée.

## Sous séries
Sous-séries de la Classe 66
- 66/0
- 66/4
- 66/5
- 66/6
- 66/7
- 66/9